# Sedum jaliscanum
Sedum jaliscanum là một loài thực vật có hoa trong họ Crassulaceae. Loài này được S. Watson miêu tả khoa học đầu tiên năm 1890.